# ویلیام تل (فیلم ۱۹۴۹)
ویلیام تل (انگلیسی: William Tell) فیلمی ایتالیایی در سبک درام تاریخی است که در سال ۱۹۴۹ منتشر شد. از بازیگران آن می‌توان به جینو چروی، پل مولر و گابریله فرزتی اشاره کرد.